# داني شاي
داني شاي (بالإنجليزية: Danny Shay)‏ هو لاعب كرة قاعدة أمريكي، ولد في 8 نوفمبر 1876 في سبرينغفيلد في الولايات المتحدة، وتوفي في 1 ديسمبر 1927 في كانساس سيتي في الولايات المتحدة.

## وصلات خارجية
- داني شاي على موقعبيزبول رفرنس.كوم (الدوري الرئيسي) (الإنجليزية)
- داني شاي على موقعبيزبول رفرنس.كوم (الدوري الثانوي) (الإنجليزية)